# Maxuella Lisowa-Mbaka
Maxuella Lisowa-Mbaka, née le 13 novembre 1996, est une joueuse belge de basket-ball et de basket-ball à trois.

## Palmarès

### En club
- Championne de France LFB 2024 avec Villeneuve-d'Ascq[1]

### Équipe nationale
- Médaille d'or à l'Eurobasket 2023 et a l'Eurobasket 2025

## Distinction
- Meilleure joueuse du championnat d'Europe des moins de 16 ans 2017, Division B